# Indigofera geminata
Indigofera geminata är en ärtväxtart som beskrevs av John Gilbert Baker. Indigofera geminata ingår i släktet indigosläktet, och familjen ärtväxter. Inga underarter finns listade i Catalogue of Life.